# 机遇号火星漫游车
机遇号（英語：Opportunity），亦稱為機遇號或火星探测漫游者-B（MER-B），有時官方會暱稱為Oppy，是一臺於2004年开始火星探測任務的地表探測車；也是NASA火星兩輛探測探測車中的一輛。它於2003年從地球發射，並於2004年1月25日地表UTC時間05:05（大約當地時間13:15）降落在子午線高原 ，差不多也是在姐妹號精神號降落在另一個地方的三周後。
機會號已經連續有效運作了超過原本設計（90日）30倍的時間；由於太陽能發電板被清潔乾淨，它能夠繼續執行大量對火星岩石的地質分析和地表描繪。
任務的重點包括完成90個火星日的任務，發現了火星上的第一個隕石隔熱罩岩（在子午線高原），以及超過兩年的時間研究維多利亞撞擊坑。機會號驚險渡过2007年的沙塵暴，現位於奋斗撞击坑西邊的“Perseverance Valley”。
火星探测漫游者计划由加州理工学院的下属部门、位于帕萨迪纳的噴射推進實驗室（JPL）负责管理。
受到2018年6月至8月間火星全球性沙塵暴阻隔陽光的影響，機會號自6月12日起中斷和地球的通訊，進入低電量休眠狀態。控制中心在此後長達115個火星日間（逾三個月）無法得知機會號的行蹤與狀態，直到9月20日才經由火星偵察軌道衛星所傳回的影像確認其位置。然而，NASA始終未能恢復與機會號的聯繫。2019年2月13日，NASA正式宣布任务结束。

## 目標
火星探測計划的科學目標有以下幾點：

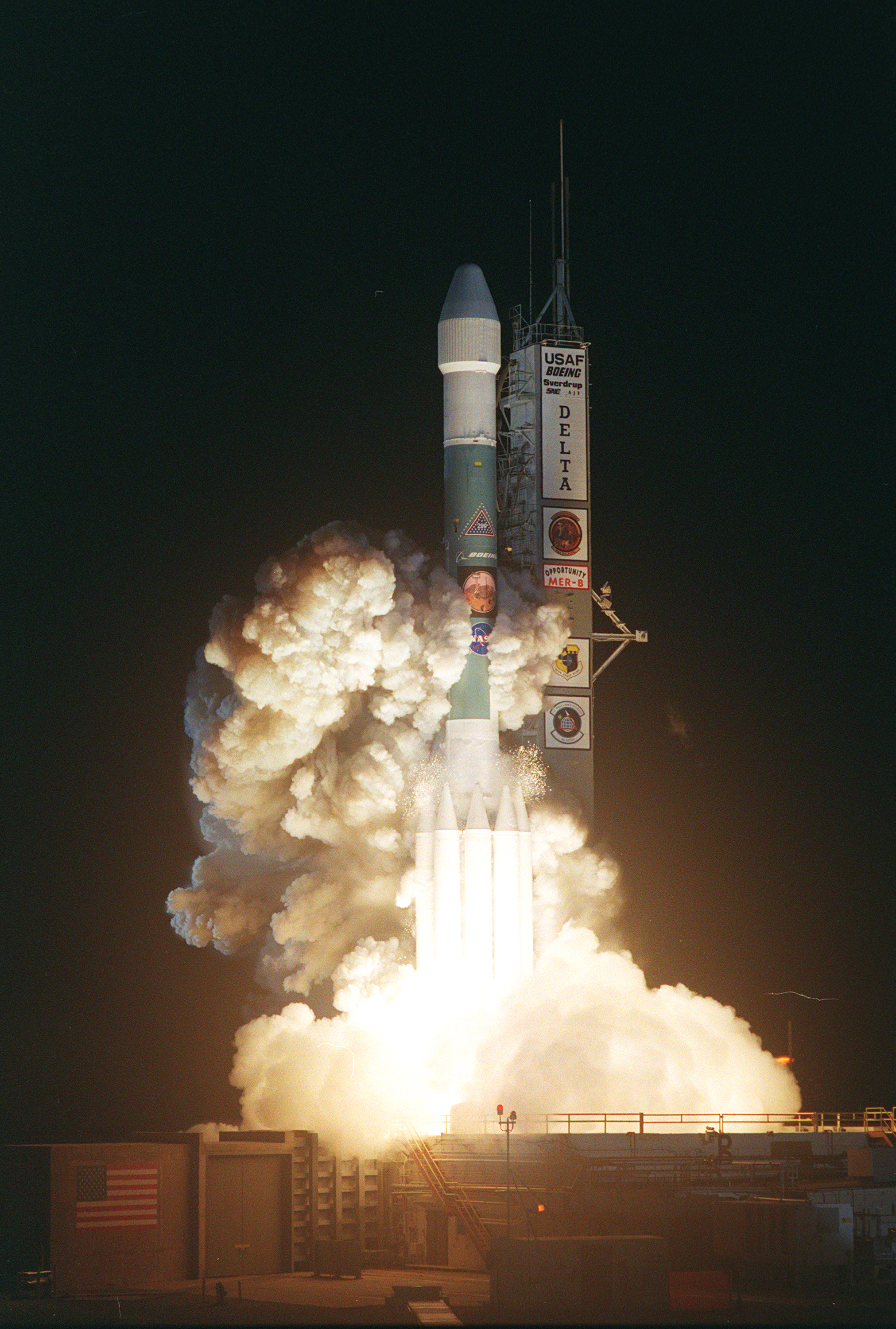
三角洲二號重型火箭(7925H-9.5)於2003年裝載著MER-B和機會號從17-B發射台成功發射。

- 搜尋岩石和土壤的特徵來尋找過去是否曾經有水的流動。特別的是找尋的樣本將包括受到水的沉澱、蒸發、沉積膠結和熱液活動所影響的礦物質。
- 測量降落地點周遭的礦物、岩石和土壤的分布區域和成分。
- 測量何種地質作用造成當地的岩層和如何影響化學作用。這些作用包括水、風蝕、沉澱、熱液過程、火山活動和隕石撞擊所造成的影響。
- 火星偵察軌道器上的儀器將會執行分類和確認地表上的這些觀察資料;機會號將會協助判定軌道器對火星作觀察所用的儀器是否準確和有效。
- 搜尋含鐵的礦物質並鑑定和定量一些相對的、且含水或者在水中形成的特定種類礦物，像是含鐵碳酸鹽。
- 分類岩石和土壤的礦物和成分並且分析形成它們的作用。
- 尋找當以前液態水存在時，地質所含有當時環境狀況的可能證據。
- 評估火星上的環境是否有益於生命。

在接下來的二十年裡，NASA將會繼續領導任務來研究生命是否曾存在於火星上；搜尋行動在分析火星環境是否對生命適居時一同進行。生命，如我們所知必須要有水才能生存，因此火星上曾經存在過水的歷史對於尋找當時火星上使否對生命適居的可能性一直存在著爭議。雖然火星探測漫遊者計畫沒有能力去直接尋找到生命存在的證據，但是它對於火星史上的自然環境是否可居提供了非常重要的資訊。

## 設計和構造
機會號是一個六輪、太陽能動力車，高1.5公尺、寬2.3公尺以及長1.6公尺、180公斤重。六個輪子上有鋸齒狀的凸出紋路（rocker-bogie）來適應地形，每個輪子都有自己的馬達，車體本車裝載於前後端來讓本身能夠在30度的傾斜範圍保持安全。最高車速是5厘米/每秒（2英吋/每秒），雖然平均速度只有最高車速的五分之一。機會號和他的姐妹-精神號都載有紐約世貿大樓的金屬殘片，這些殘片重新製成護盾來保護鑽孔機械上的電纜。（Both Spirit and Opportunity have pieces of the fallen World Trade Center's metal on them which were "turned into shields to protect cables on the drilling mechanisms".）

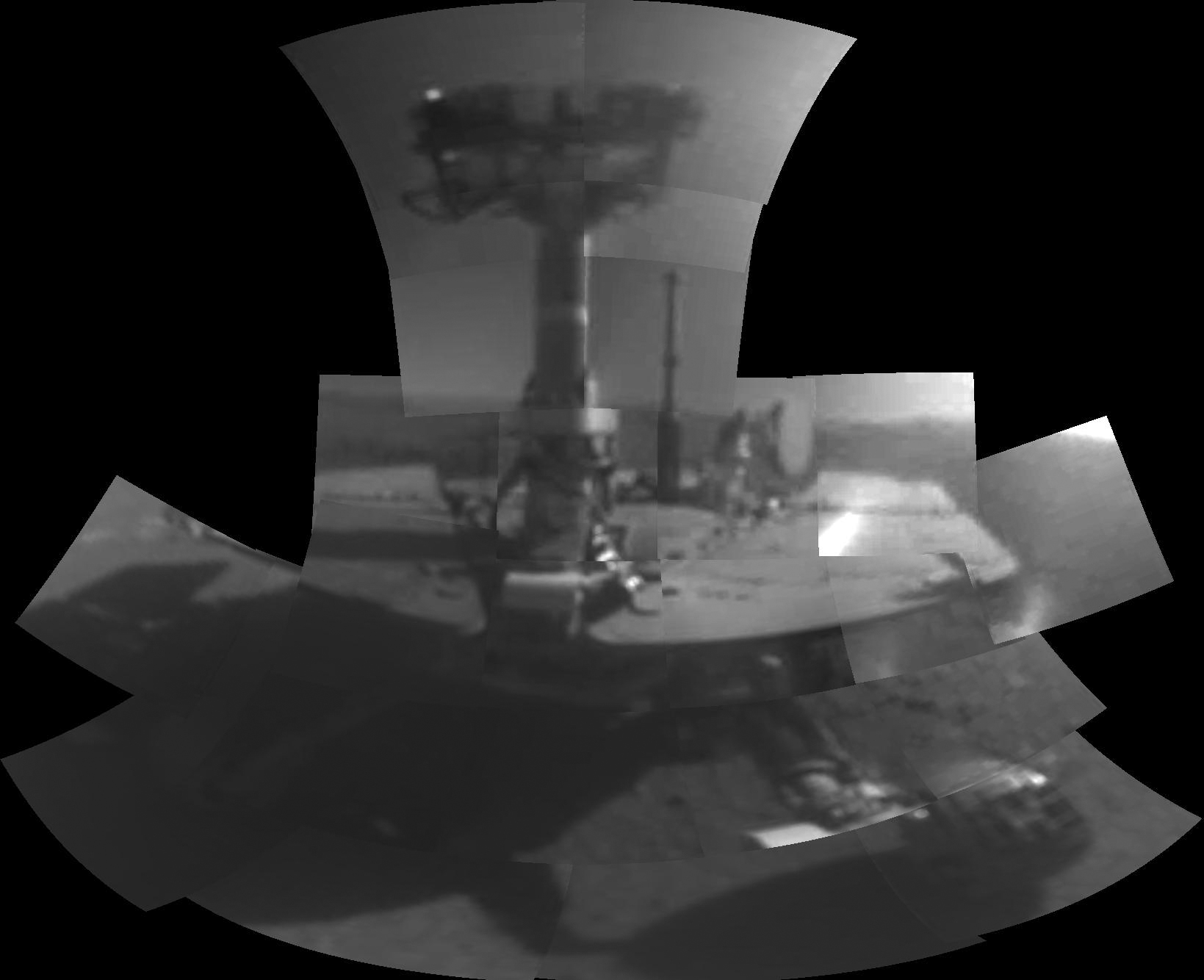
機會號自登陸火星以來傳回的第一張自拍照，2018年2月下旬攝於奮鬥撞擊坑內的「毅力谷」（Perseverance Valley）

太陽能板陣列能夠在每小時產生約最大950瓦的電力讓可充電式的鋰離子電池儲存電力並在晚上使用將近4個小時。機會號的車體上的電腦使用了一個20MHZ的RAD6000中央處理器、128MB的DRAM、3MB的EEPROM以及256MB的快閃記憶體。它的車體作業溫度介於−40 °C到40 °C，車上由電熱器在必要時能支援的放射性同位素熱電機也提供了基本的溫度控制。一個黃金薄膜和一層二氧化矽氣凝膠進行隔熱。
機會號和地球之間的通訊以一架低增益天線以低傳輸速度進行溝通，也有一架高增益天線也進行通訊。大部分的科學數據通過UHF天線向環繞火星的軌道器中續資料至地球。
修正後的科學/工程儀器包括了:
- 全景相機（Panoramic Camera, Pamcam）：用以調查當地岩層的結構、顏色、礦物學和組織。
- 導航相機（Navigation Camera, Navcam）：視野較大但是解析度低且是黑白的，用以導航和行走。
- 避障相機（Hazard Avoidance Cameras, Hazcams）：兩台具有120度視野的B&W相機，提供車上額外的資料顯示周遭環境。
- 微熱放射光譜儀（Miniature Thermal Emission Spectrometer, Mini-TES）：近距離分辨可能的岩石和土壤並決定作用形成的原因。

機會號車體上的機械手臂包括了以下儀器:
- 微型穆斯堡爾光譜儀（Miniaturised Mössbauer Spectrometers, MIMOS II）：用來實地觀察對於含鐵岩石與土壤之礦物學的研究。
- α粒子X射線光譜儀（Alpha particle X-ray spectrometer, APXS）用來實地觀察形成岩石與土壤的大量元素之分析。
- 磁鐵（Magnets）：用來蒐集具磁性的沙粒。
- 顯微成像儀（Microscopic Imager, MI）：用來獲取實地觀察的岩石與土壤的高解析度相片。
- 岩層剝損器（Rock Abrasion Tool, RAT）：用來顯露出新的物質成分來讓車上的儀器做調查。

相機會提供1024*1024pixel的相片，資料稍後會以ICER進行壓縮、儲存和傳送。
機會號的名字是由NASA贊助一個學生散文比賽所得來的。

## 任務總覽
機會號主要的地表任務只計畫最多維持90天。任務在過去已受到多次的擴增並且自登陸之後就已經運作了2605天之久。一個關於漫遊車狀態的每周更新檔案可在"機會號更新檔案"中找到。
從一開始的登陸起，在偶然的情況下就降落在一個衝擊坑裡，否則預計是要降落在一個平原。機會號成功的研究了土壤和岩石樣本並在登陸地點照下了全景照片。它採樣的樣品讓NASA的科學家能夠提出關於赤鐵礦的存在以及過去地表存在過水份的假說。為了證明，機會號跨越火星地表去調查另一個地點-忍耐撞擊坑（Endurance crater）；在2004年的6月到12月間進行調查。隨後，機會號調查了它自己在降落過程中所拋棄的防熱護盾的撞擊地點並發現了完整無缺的隕石，也就是後來定名的"防熱護盾岩"（Heat Shield Rock）。
從2005年4月下旬到該年六月初，機會號的數個輪子充滿危險地卡在了沙丘裡。在地球上進行了超過了6周的物理模擬來尋找最佳方法讓它從沙中脫困以避免永久的卡住而報廢。後來在一次幾公分的移動之後才成功脫困，並繼續它的旅程。
在2005年10月到2006年3月之間，機會號朝向了南方的維多利亞撞擊坑前進，途中經過了一個大而淺且部分受到覆蓋的隕石坑-"黑暗撞擊坑"（Erebus crater）；後來也曾遭遇過機械手臂出問題。
在2006年9月底，機會號抵達了維多利亞撞擊坑並順時鐘沿著坑的邊緣探索。2007年6月，機會號返回了撞擊坑最初抵達的地點"鴨子灣"（Duck Bay）；同年9月，它進入了撞擊坑開始進行詳細的研究。2008年8月，機會號離開了維多利亞撞擊坑並抵達"努力撞擊坑"（Endeavour crater）西邊的“Perseverance Valley”。
截止至2018年5月15日（sols 5086），機會號的里程數是45.16公里（28.06哩），也打破了NASA在地球外的無人探測車移動記錄。

## 旅程時間表

### 2004年

#### 降落地點:"老鷹撞擊坑"("Eagle" crater)

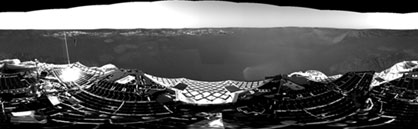
2004年機會號在火星任務著陸之後的第一天裡，第一次由導航相機拍攝到的灰階圖像全景照，圖中顯現了這個位於子午線高原的老鷹撞擊坑的內部。

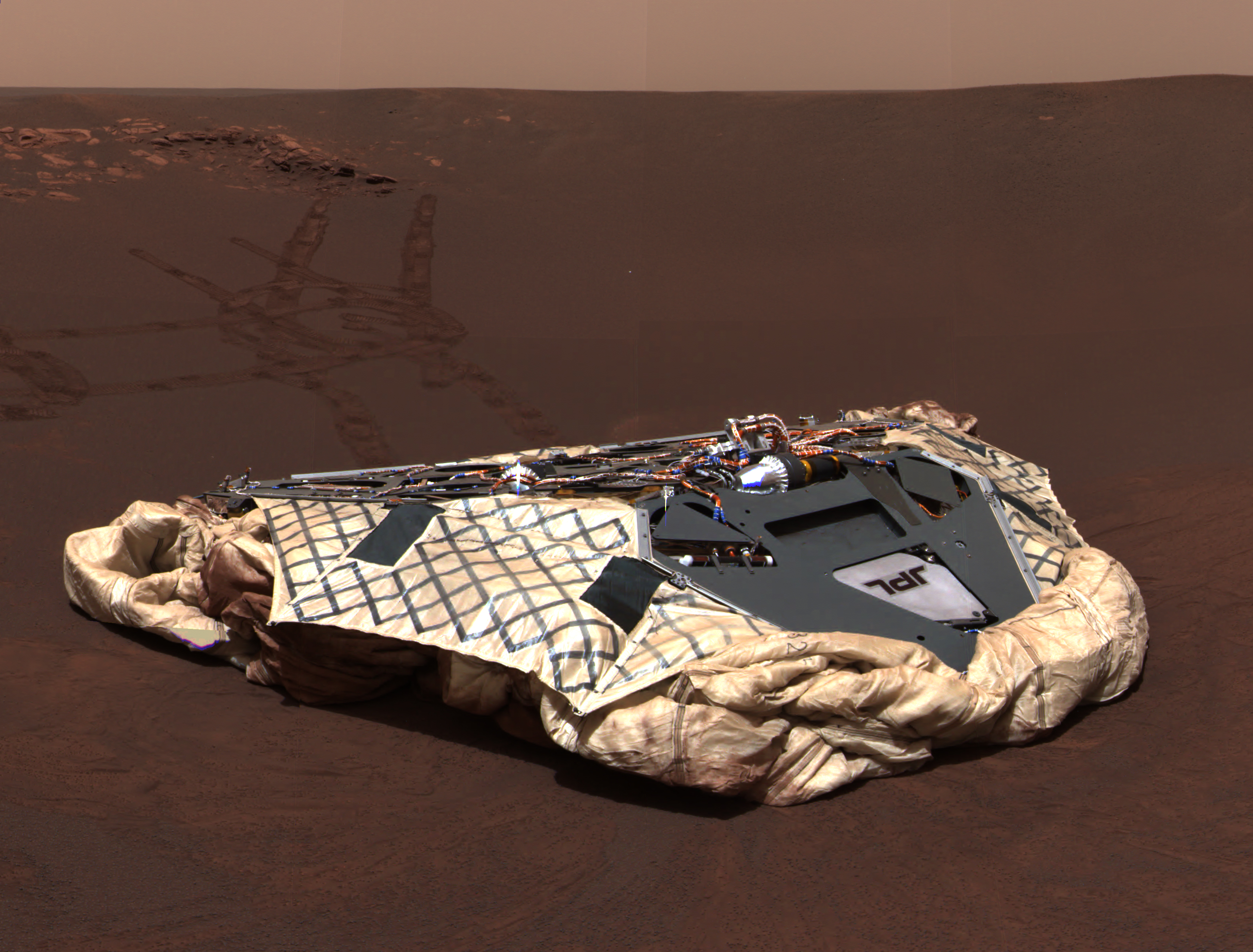
由機會號上的全景相機拍攝的廢棄登陸器，"挑戰者號紀念站"。(the Challenger Memorial Station)

机遇号于2004年1月25日5:05（UTC）降落在比原计划亨利撞击坑偏东25 km的老鹰撞击坑（1°57′S 354°28′E / 1.95°S 354.47°E）。

##### El Capitan的發現

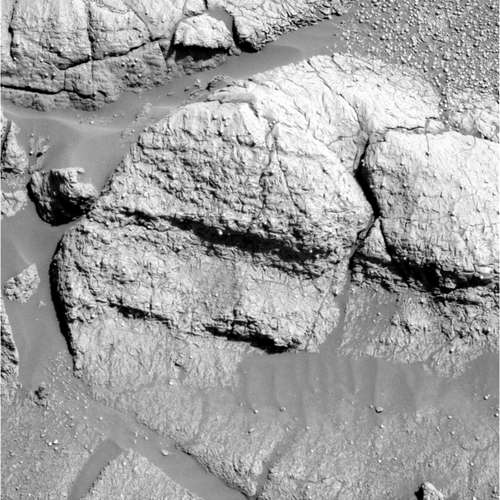
El Capitan區塊

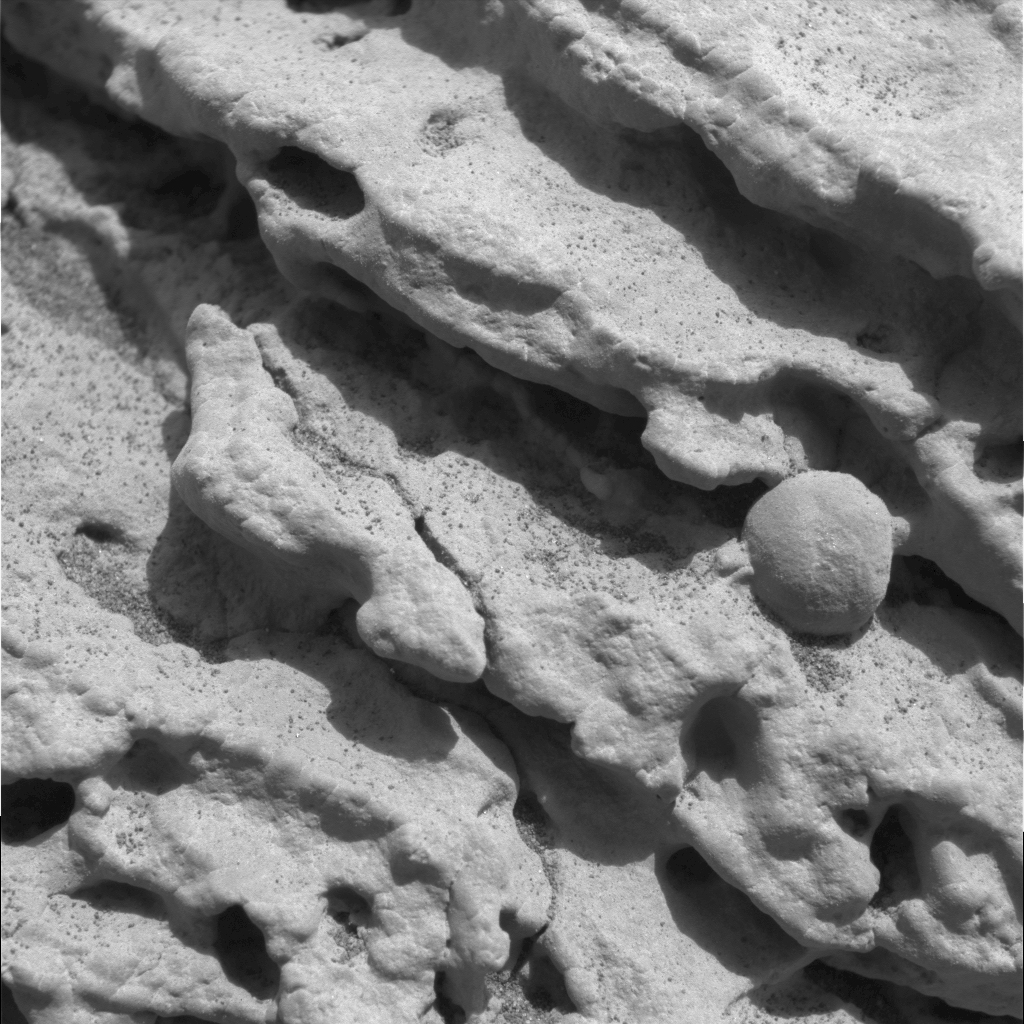
岩石外露的實地觀察
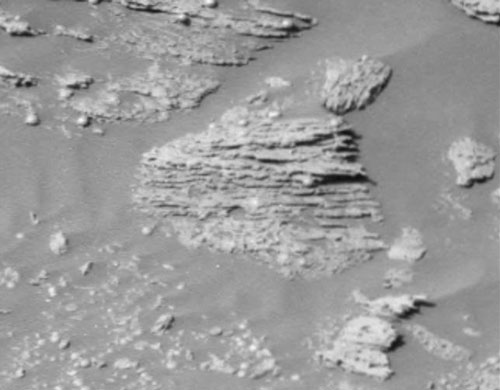
薄的岩層，並非互相平行
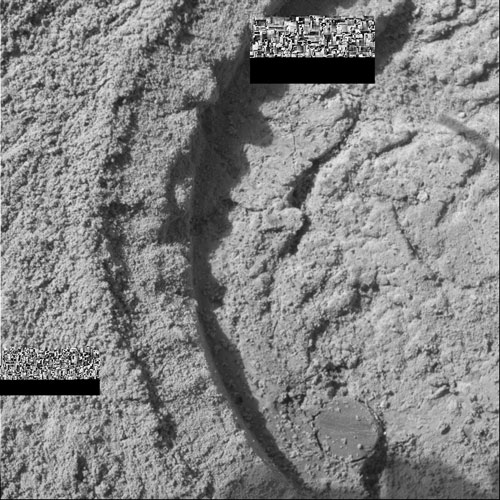
由岩石摩擦工具所製造出的洞
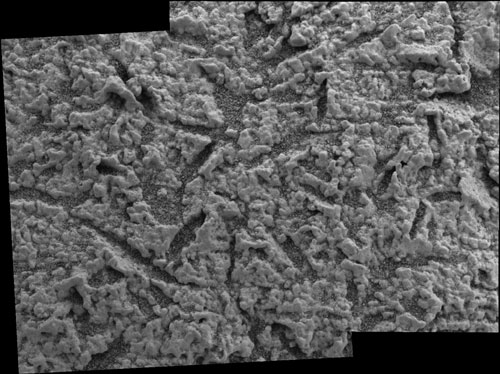
岩石裡的空隙或晶簇

##### 機會號進行挖掘

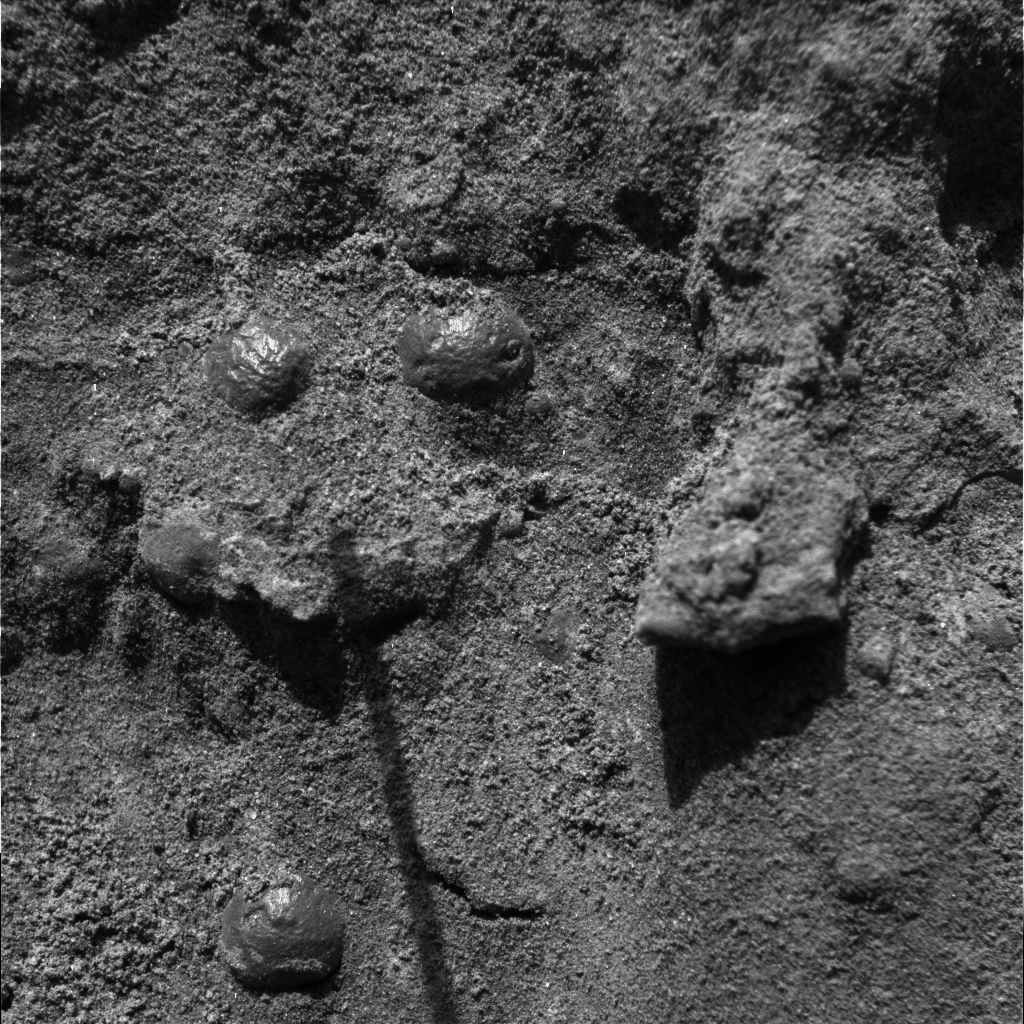
這張由顯微圖像器照下的圖片顯現出嵌在溝中發亮、球狀的物體。

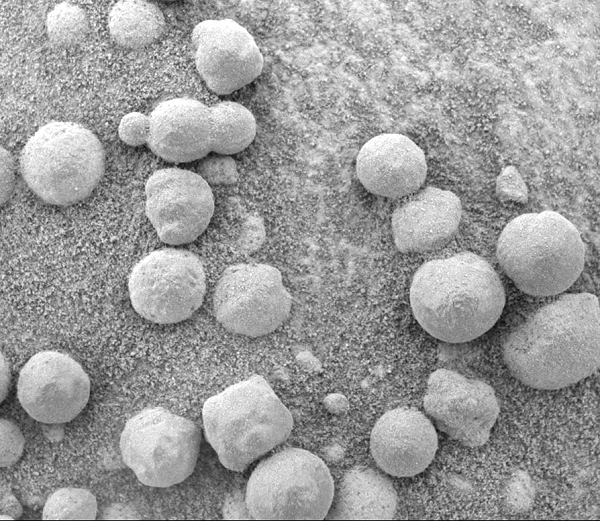
在老鷹撞擊坑外露的岩石中發現的"藍莓" (赤鐵礦的球體) 左上方有三個融化的球鑲在一起。

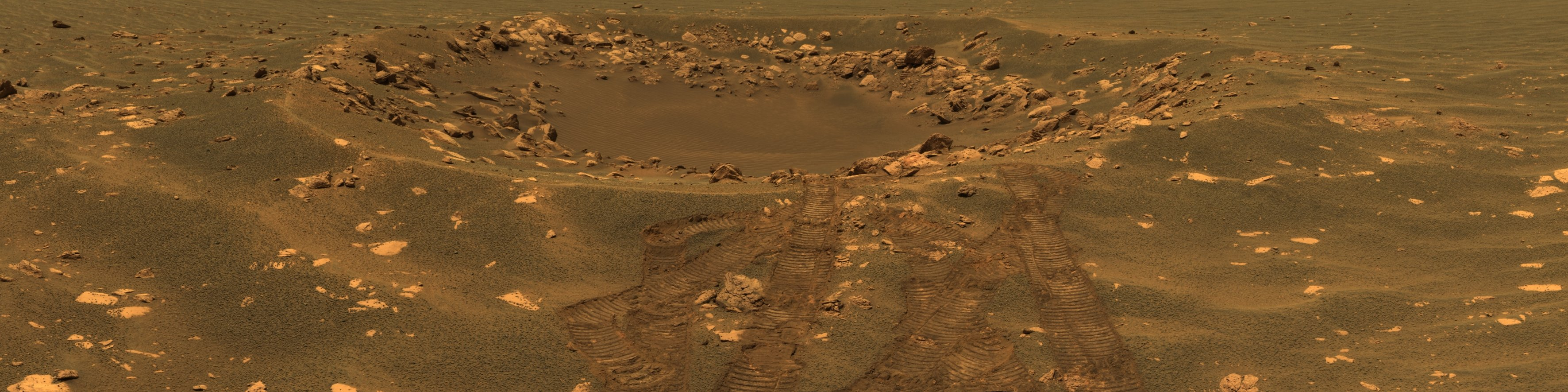
2004年4月24日，第84個任務日拍攝的"弗拉姆撞擊坑"(Fram crater)

#### "忍耐撞擊坑"(Endurance crater)

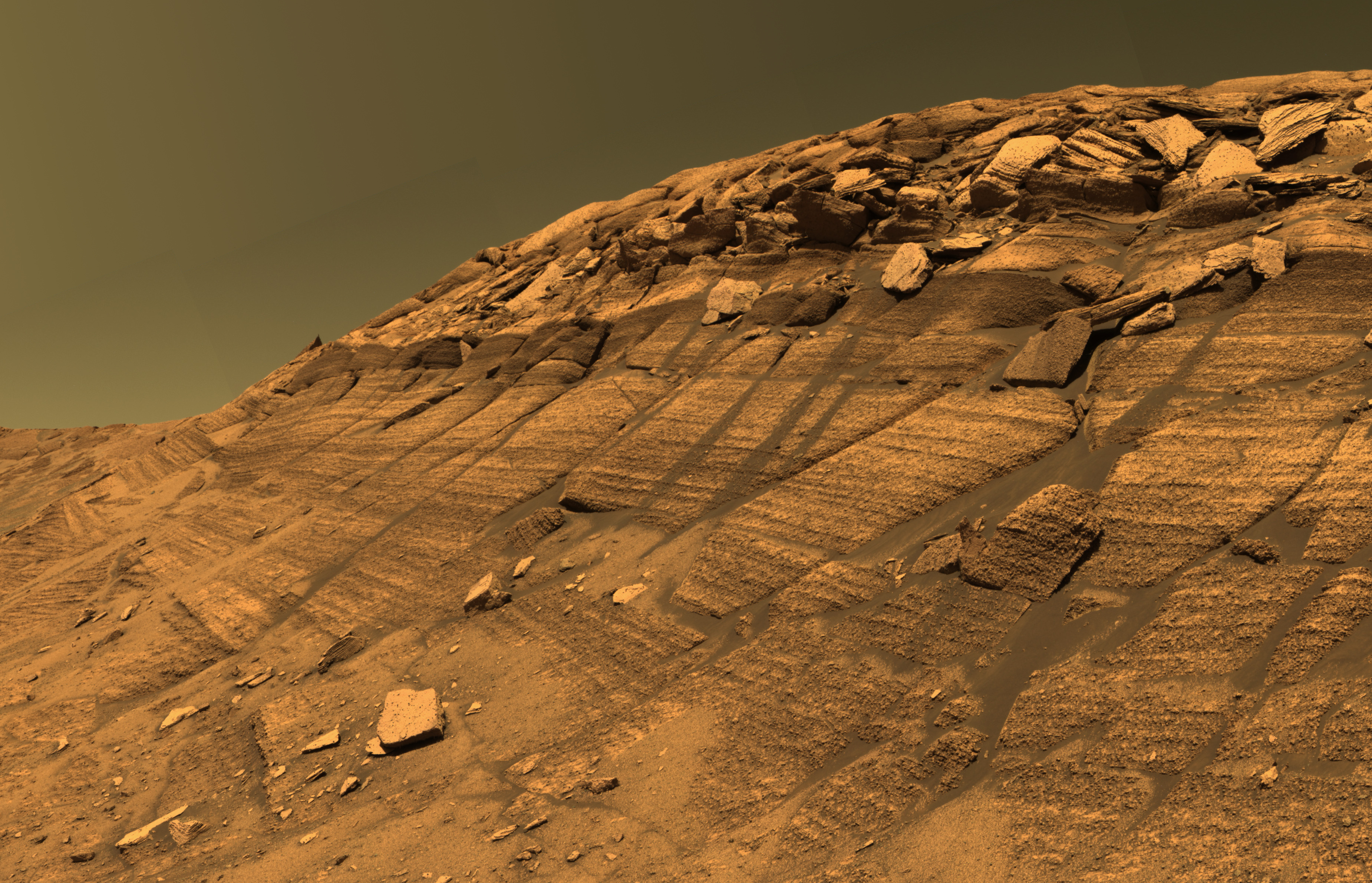
從忍耐撞擊坑內部所見的燃燒峭壁(Burns Cliff)

### 2005

#### "防熱護盾岩"(Heat Shield Rock)

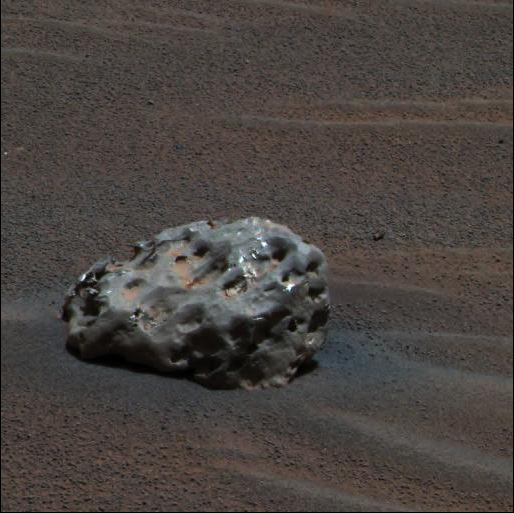
"防熱護盾岩"是除了地球之外在其他行星上發現的第一個隕石
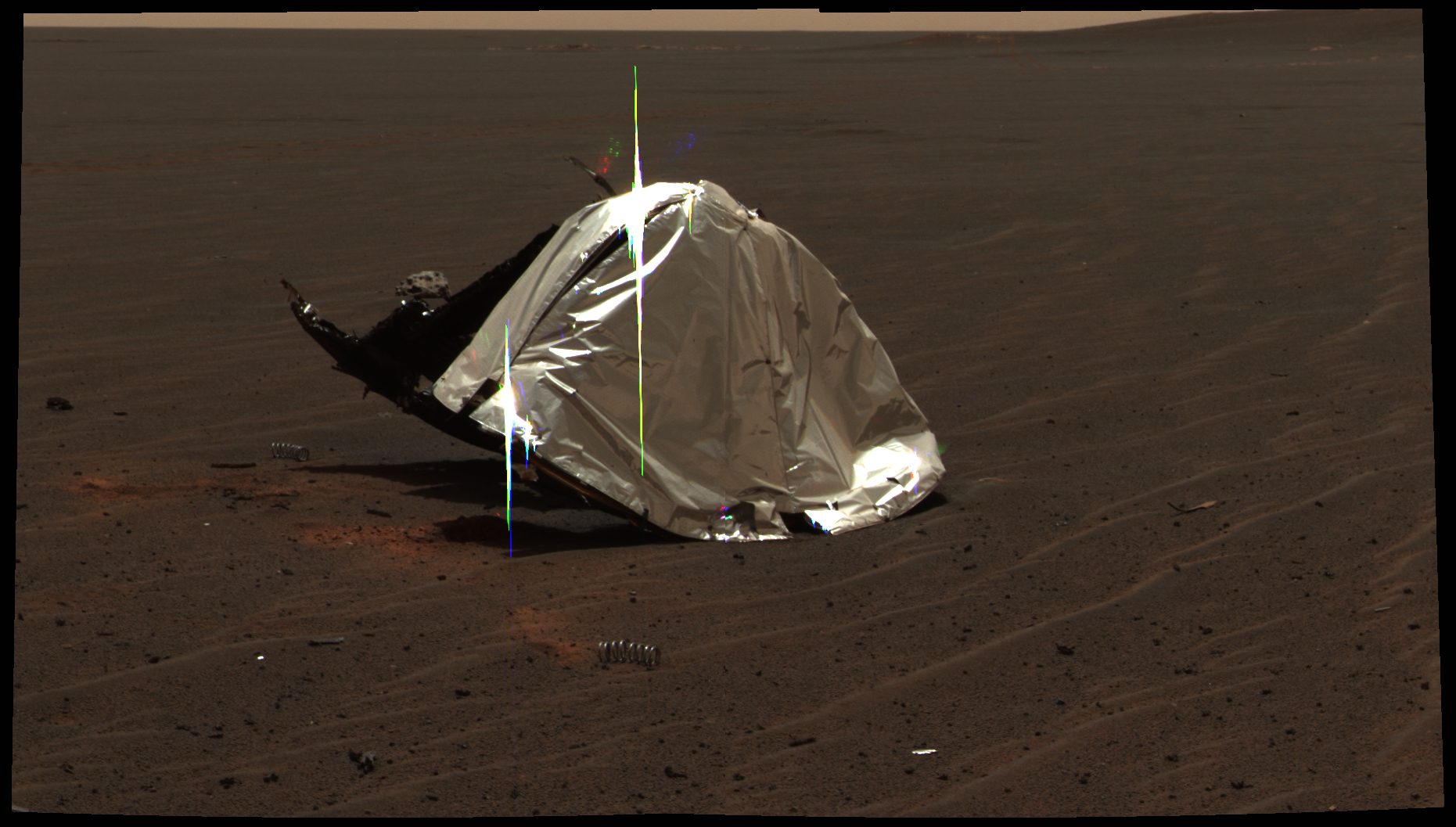
圖中較大者為防熱護盾以及背景中偏左上方一小塊的"防熱護盾岩"

#### 向南行進

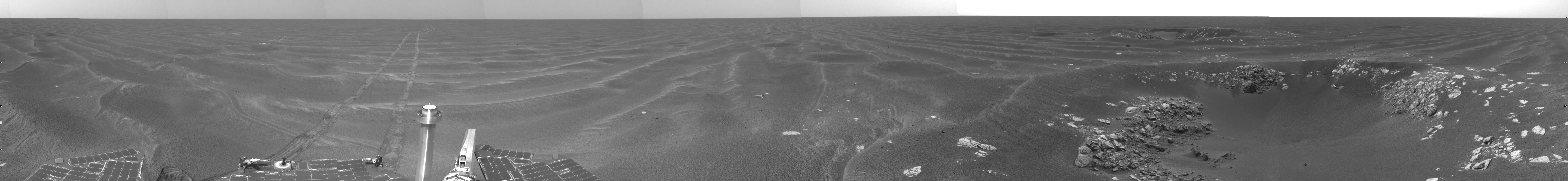
這是三個撞擊坑的360°全景照，三個撞擊坑皆在右半部，前景是"自然主義撞擊坑"(Naturaliste Crater)。

#### 陷入沙中無法移動

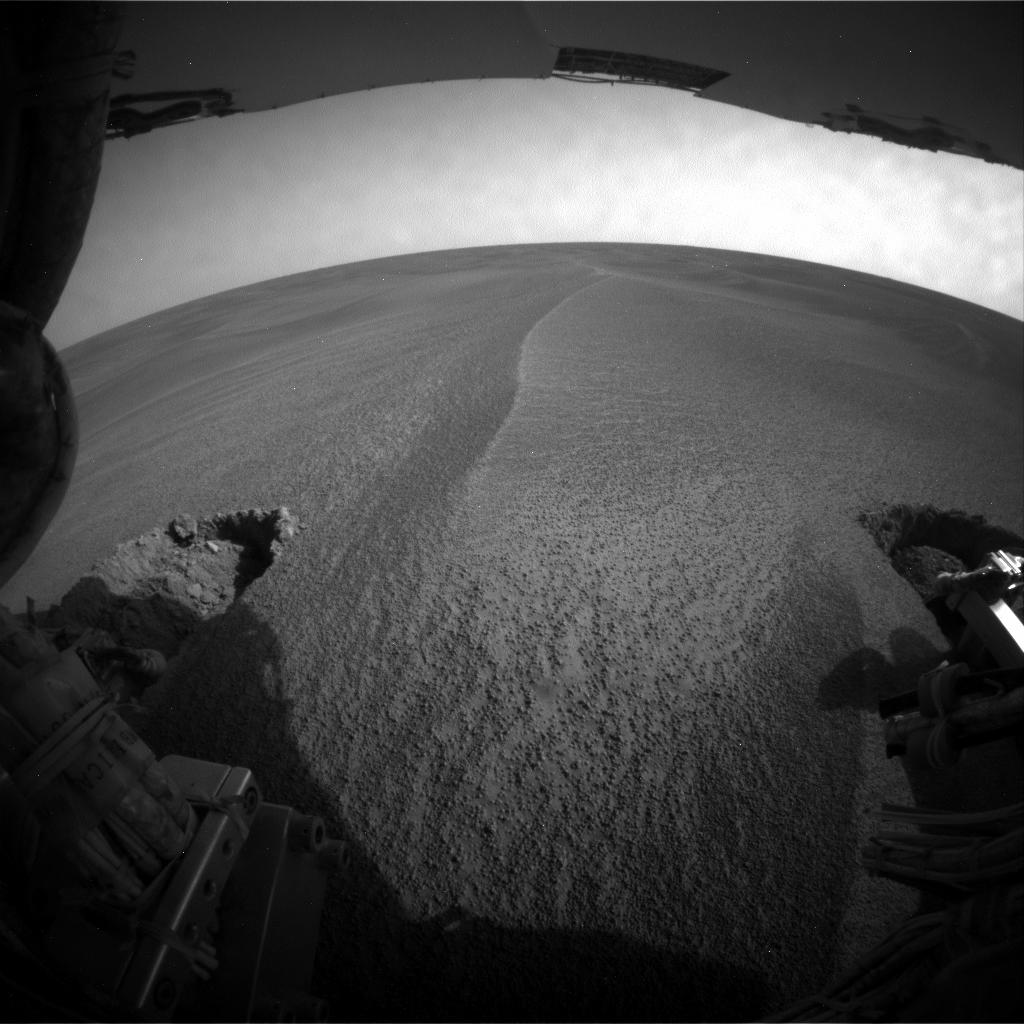
第468個任務日，對後輪的挖掘

在沙丘中緩慢移動 (右前輪)

#### 機械手臂發生問題

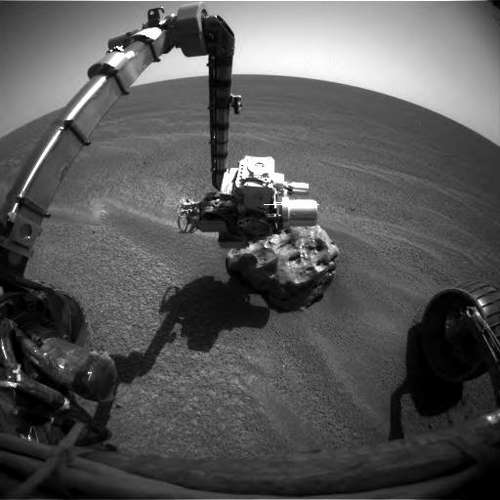
第349個任務日(2005年早期)，機會號伸出手臂分析防熱護盾岩

### 2006年
在2006年3月22日(第760個任務日)，機會號離開了"黑暗撞擊坑"並開始前往"維多利亞撞擊坑"的旅程，後來於2006年9月抵達(第951個任務日)。它將會待在"維多利亞撞擊坑"直到2008年8月(第1630~1634個任務日)。

#### "維多利亞撞擊坑"(Victoria crater)
維多利亞撞擊坑是一個距離登陸地點約7公里的衝擊坑。它的直徑比"忍耐撞擊坑"還要大六倍。科學家相信維多利亞撞擊坑坑壁上的裸露岩石可以產生更多有關火星地質歷史的資訊，倘若漫遊車能夠存活夠久去進行調查的話。
在第951個任務日(2006年9月26日)，機會號到達了維多利亞撞擊坑的邊緣並傳送了第一張維多利亞撞擊坑的真實照片，其中包括坑底的沙丘。火星偵查軌道器也照下了機會號位於坑邊的照片。

### 2007年

#### 軟體更新
在2007年1月4日，機會號和精神號都接收到了給車上電腦用的新航程軟體(flight software)。這個更新的時間點剛好是它們的登陸三周年。新的系統能夠讓漫遊車決定是否傳送一張照片、是否使用機械手臂來研究岩石，這樣能夠為科學家們節省很多時間不用去過濾數百張的照片來找他們所想要的那一個，或是研究周遭環境來決定是否使用機械手臂來調查岩石。

#### 太陽能板上的沙塵意外的被清除乾淨
第1151個任務日(2007年4月20日，sol1151)开始发生的一連串的清除事件開始而讓机遇号的太陽能發電提升到每天800瓦时。到了第1164個任務日(2007年5月4日，sol1164)，車上的太陽能陣列可產生自第18個任務日(2004年2月10日)以來從未達到超過4.0安培的電力。
無論如何，2007年年中(跟火星同軸的每六個地球年之全球沙塵暴循環)出現於火星上的大規模沙塵暴卻讓機會號的發電量降低至280瓦时。

#### 沙塵暴

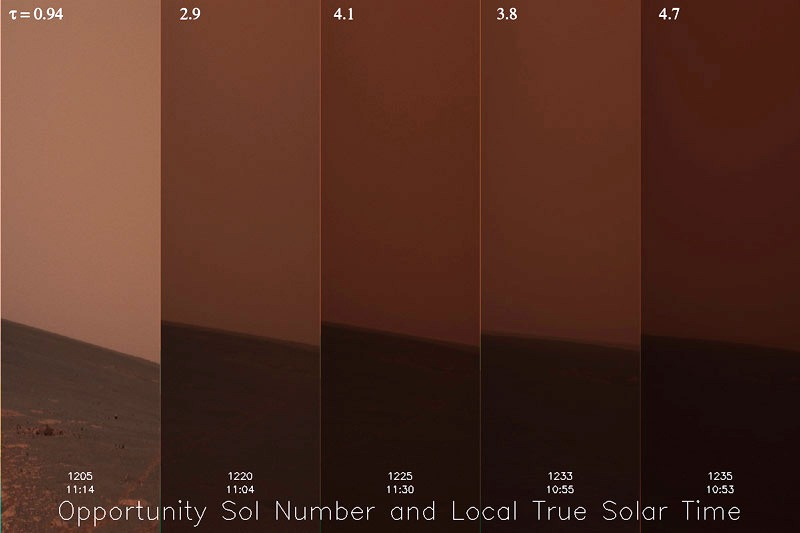
分別在第1205(0.94)、1220(2.9)、1225(4.1)、1233(3.8)、1235(4.7)個任務日所照的火星地表合成照片，顯示出沙塵暴遮蔽陽光的不同程度；第4.7顯示出有99%的陽光被遮蔽

在2007年6月快要結束時。一連串的沙塵暴開始壟罩火星的大氣層。風暴持續的增強並且到了7月20日讓機會號和精神號都遭遇到因太陽能電力不足而造成系統完全故障的可能。NASA向新聞界發表正式聲明(摘錄一部分):"我們正在努力讓漫遊車能夠在暴風中存活下來，但是它們並非為了這種強烈的狀況所設計的"。關鍵的問題是由於沙塵暴讓太陽能電力快速下降。火星的大氣層中有太多的沙子因此遮蔽了99%直射向漫遊車的陽光。位於另一個地方的精神號漫遊車只能夠比機會號多獲得一點光線。
在正常情況下太陽能發電板每天能夠產生每小時700瓦的能量。在沙塵暴中，發電能力大幅的降低。倘若漫遊車每天產生的電力少於每小時150瓦的話將會讓它開始耗盡電池電力。如果電池電力耗盡的話，關鍵的電子儀器可能會因為極度的寒冷而故障。在2007年7月18日，漫遊車的太陽能電力只能產生每小時128瓦的電力，是任務史上的第一次低點。NASA的應對是命令機會號每三天向地球通訊一次，這樣的狀況是它的任務史上第一次發生。
這個沙塵暴持續到7月底時，NASA宣布了即使是在非常低的電力模式下，漫遊車也幾乎不能獲得足夠的能量來生存。如果機會號的電子模組溫度持續下降，根據正式聲明，"機會號有很大的風險會經歷一段低電力模式。當低電力模式觸發時，漫遊車的系統會將次要系統停機，讓漫遊車進行睡眠並檢查每個任務日來看是否能有足夠的光能讓漫遊車甦醒和執行每天的故障通訊。如果沒有足夠的能量，機會號將會再度睡眠。根據天候狀況，機會號可以睡上數天、數周或甚至於數月之久，一切都看它是否能獲得足夠的光線來嘗試讓它的電池充電。"漫遊車再也不會從低電力模式中醒過來對於當時來講有相當大的可能性。
到了2007年8月7日，沙塵暴顯現出減弱的跡象，而且儘管發電程度仍然偏低還是足夠讓機會號開始拍攝並傳回照片。到了8月21日，沙塵暴中的沙量持續在增加，車上的電池卻能充滿電讓它可以進行自從沙塵暴開始後的第一次行駛。

#### "鴨子灣"(Duck Bay)
2007年9月11日，機會號花了一點時間駛入"鴨子灣"並且又重複駛出，來測試一開始進入維多利亞撞擊坑的斜面摩擦力。在同年9月13日，機會號開始對內部的斜面進行更完整的探勘，調查鴨子灣北部的一連串灰白色岩層和"維德角"(Cape Verde)正面的細節。

### 2008年

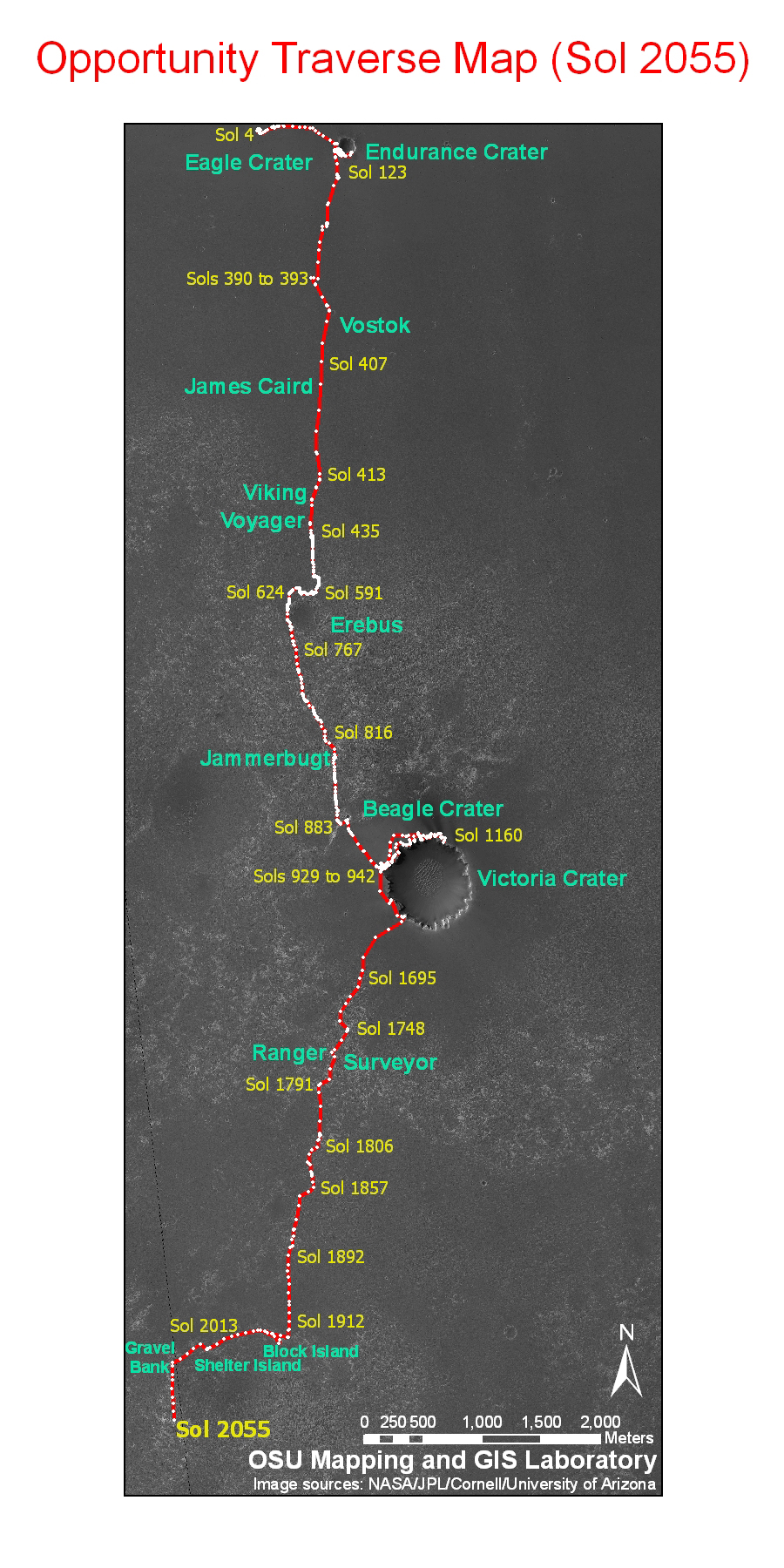
截至第2055太陽日的旅程路線圖

#### 離開維多利亞撞擊坑
2008年8月24到28日(第1630到1634個任務日)，機會號在經歷了雙胞胎精神號類似遇過踩到道釘似的意外而造成右前輪故障之後離開了"維多利亞撞擊坑"。在前往努力撞擊坑的路上，機會號將會在子午線高原上研究一連串的"深色大卵石"(dark cobbles)。

#### 抵達"努力撞擊坑"(Endeavour crater)
"努力撞擊坑"位於維多利亞撞擊坑的東南方12公里，直徑22公里(13.7哩)。估計這段旅程將花上兩年的時間才能抵達。科學家期望機會號能在此撞擊坑中發現比維多利亞撞擊坑還要大量的岩層。在努力撞擊坑邊緣發現的含泥葉矽酸鹽岩石(phyllosilicate clay-bearing rock)相信會有裸露岩石形狀，比先前的分析還要更適宜於生命。

#### "太陽會合現象"(Solar conjunction（页面存档备份，存于）)
"太陽會合現象"就是地球和火星運行至以太陽為中心間隔的大約相對位置，此時太陽在地球和火星之間；這個現象從2008年11月29日開始而導致漫遊車和地球之間的通訊中斷，直到同年12月13日才恢復。在這段時間裡控制小組計畫讓機會號使用穆斯堡爾光譜儀來研究一塊被定名為"聖托里尼"("Santorini")的裸露岩石。

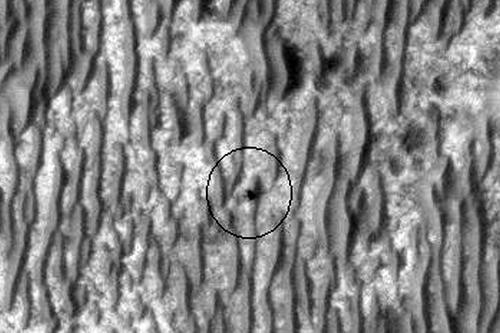
2009年1月29日，由火星偵察軌道器上的"高解析度製圖科學實驗"(HiRISE)相機拍攝，途中的圓圈代表機會號的位置，此地點距離"努力撞擊坑"17公里(10.6哩)遠

### 2009年
2009年3月7日(第1820個任務日)，機會號自從2008年8月份離開維多利亞撞擊坑並行走了約3.2公里(2哩)後到現在，抵達了"努力撞擊坑"的邊緣。它也觀察到了距離約38公里(24哩)遠的"Iazu撞擊坑"，並估算出其7公里(4哩)的直徑。
2009年4月7日(第1850個任務日)，機會號由於太陽能板上的沙塵意外的被清除乾淨因此電力供應增加了40%而達到了每小時515瓦。從4月16到22日(第1859到1865個任務日)，機會號做了多次的行駛並在那周裡總共行走了478公尺(1,568呎)。當機會號研究一塊定名為"Penrhyn"的裸露岩石時，右前輪的駕駛促動器(actuator)在這個時候進行了重置讓馬達現在非常接近正常狀態。

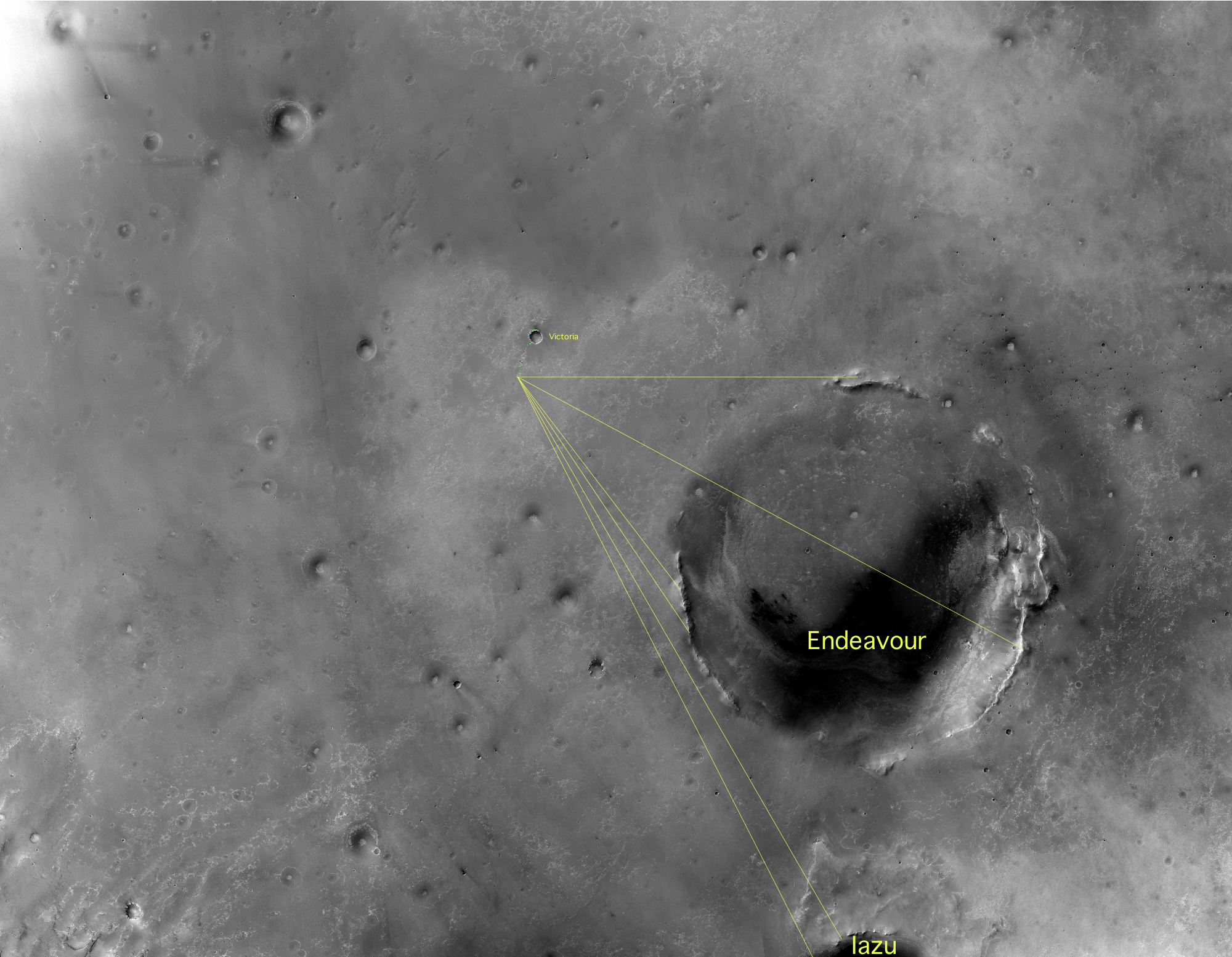
圖片上的註解表示了2009年3月7日機會號以及"Iazu"、"努力"、"維多利亞"等撞擊坑的相對位置
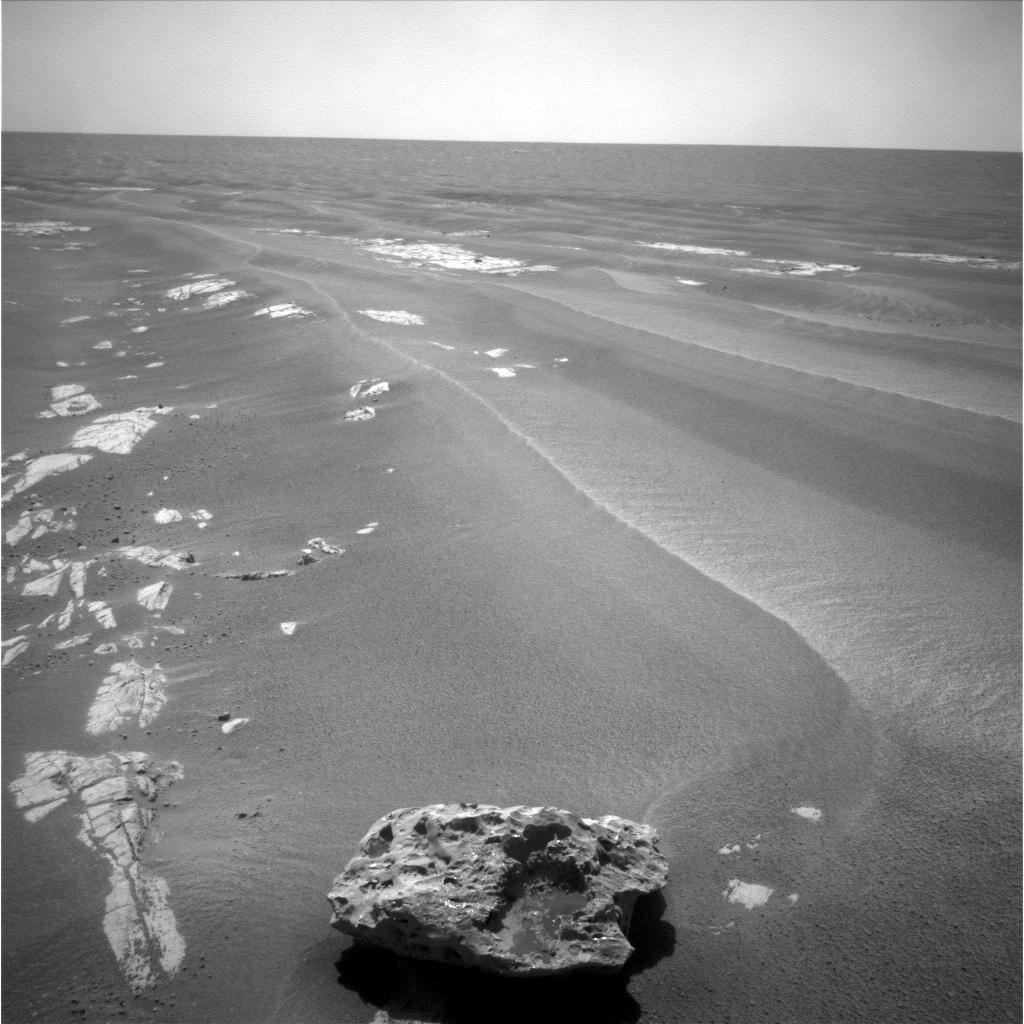
2009年7月18日，機會號發現了一顆形狀古怪、顏色深沉的隕石
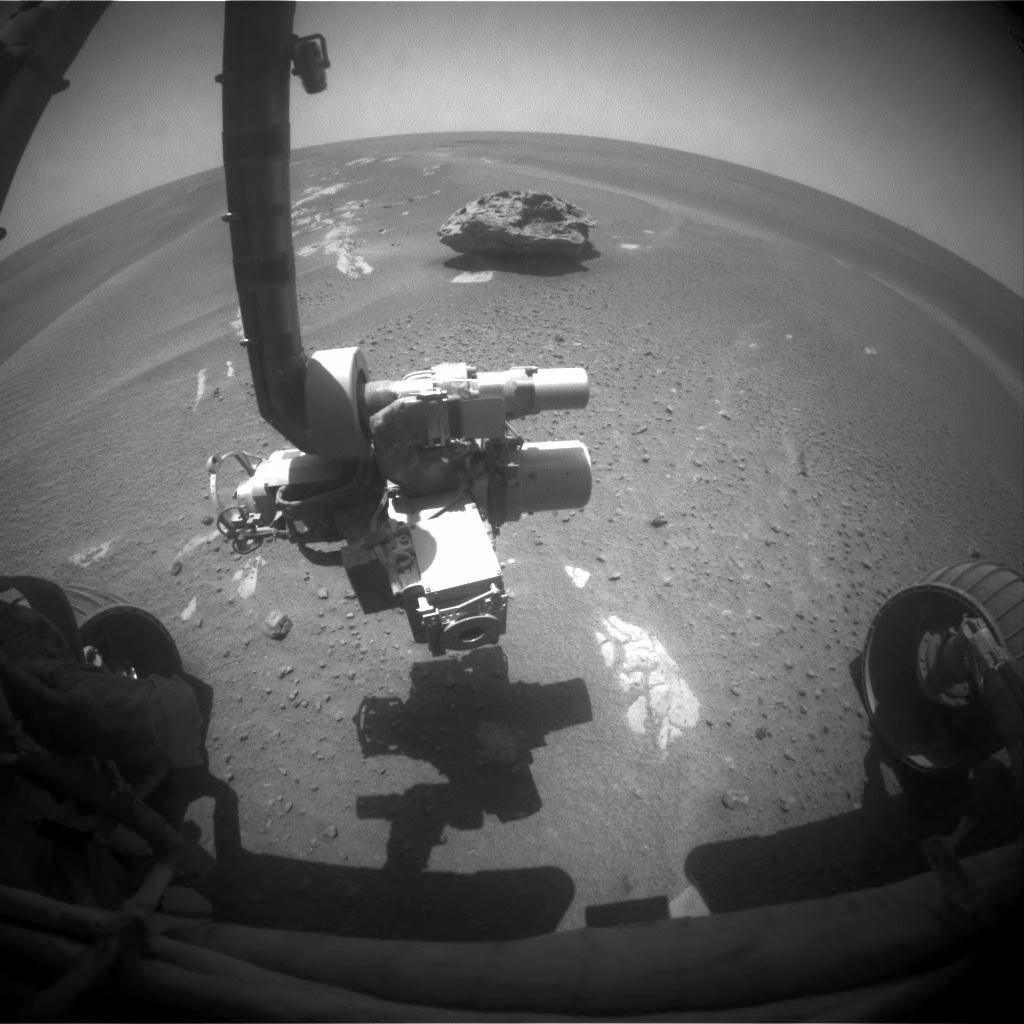
機會號準備研究這個定名為"積木島"(Block Island)的不尋常的岩石。這是火星漫遊車到現在為止發現最大的一顆隕石
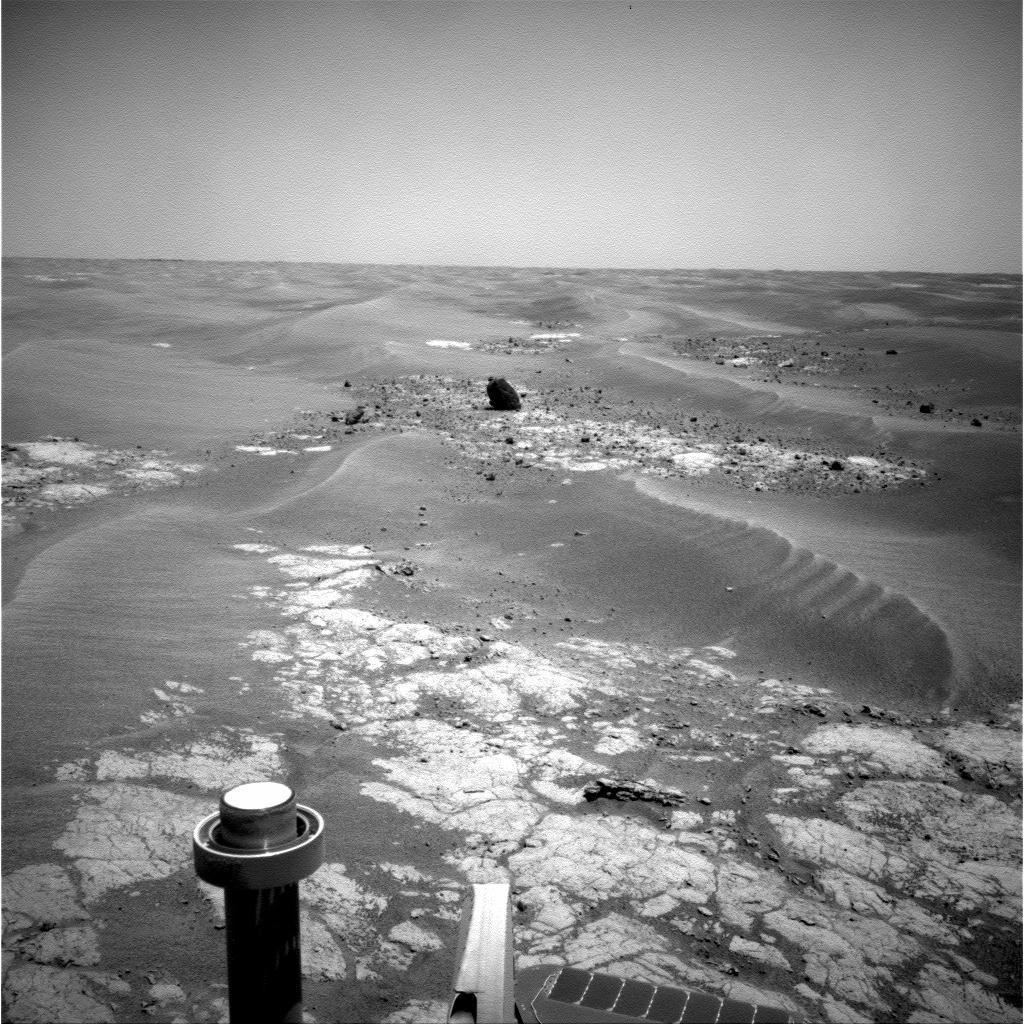
機會號拍下了這張照片，非正式的替圖中的岩石取名叫"馬克提島"(Marquette Island)，並在觀察後認定它是一塊堅硬的隕石

### 2010 年
在2010年1月28日(第2138個任務日)，機會號抵達了"康塞普西翁撞擊坑"(Concepcion crater)。在前往"努力撞擊坑"之前，它成功的繞了這個直徑10公尺的撞擊坑走了一圈。在這段時間裡，電力供應從每小時305瓦降低至每小時270瓦。
在2010年5月5日，由於維多利亞撞擊坑和努力撞擊坑之間的路線可能有危險的沙丘，於是變更原訂路線而延伸至19公里長。
在2010年5月19日，機會號經過了2246個任務日的運轉，超過了海盜1號2245個任務日的紀錄而成為歷史上持續最久的火星地表任務。
在2010年7月，機會號的研究小組宣布將以英國皇家海軍艦長詹姆斯庫克(James Cook)中尉，一位於1769~1771年帶領"努力"艦隊巡航於太平洋的艦長，作為"努力撞擊坑"之中的非正式定名。其中包括了"苦難岬"(Cape Tribulation)、"單峰駱駝岬"(Cape Dromedary)、"拜倫岬"(Cape Byron)(澳洲大陸最早定名的地點)以及"鄉下人點"(Point Hicks)(1770年由"努力"艦隊所看見的第一個澳洲的地點)
在2010年9月8日，NASA宣布機會號已經抵達維多利亞撞擊坑和努力撞擊坑之間行進路線的一半。
同年11月，機會號在穿越一片小撞擊坑地帶時花了幾天的時間對一個20公尺大，定名為"勇敢"的撞擊坑進行拍照。2010年11月14日(第2420個任務日)，機會號達到了行走25公里的里程紀錄，此時距離聖瑪利亞撞擊坑約1.5公里，並且還有6.5公里才會抵達努力撞擊坑。在10月和11月，太陽能電力供應是約每小時600瓦。
到了2010年12月10日，機會號自從2004年1月25日登陸之後到現在已經在火星地表行進了超過26公里。

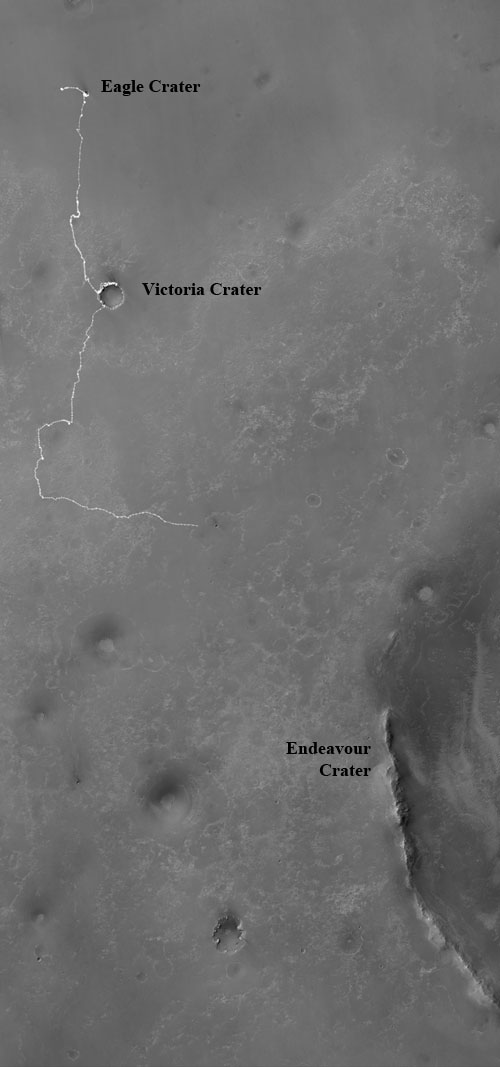
到2010年12月8日(2442個任務日)為止，機會號被標記下來的行進路線

#### "聖瑪麗亞撞擊坑"(Santa Maria crater)
2010年12月15日(第2450個任務日)，機會號抵達了"聖瑪麗亞撞擊坑"，控制小組計畫讓它在接下來的幾周勘查這個寬90公尺的撞擊坑(大約一個美式足球場大小)

### 2011年
在機會號抵達"聖瑪麗亞撞擊坑"的邊緣後，控制小組讓它轉向撞擊坑的東南方邊緣並且蒐集資料。控制小組也對於2011年初，太陽即將位於地球和火星兩者之間而導致的通訊中斷-"太陽會合現象"做了準備。
在2011年1月4日(sols 2470)，机遇号继续使用APXS对“圣玛利亚”撞击坑进行探索，测定了撞击坑附近岩石和沙土的成分。
截止至這個時候，漫遊車已經在火星地表總共行走了約16.5英里(26.56公里)。

### 2014年
2014年是机遇号登陆火星的第10个年头。在2014年7月28日，机遇号行驶超过40公里，打破了由月球车2号在月球上创造的探測車行驶最远距离的纪录。

### 2015年
2015年是机遇号登陆火星的第十一年。

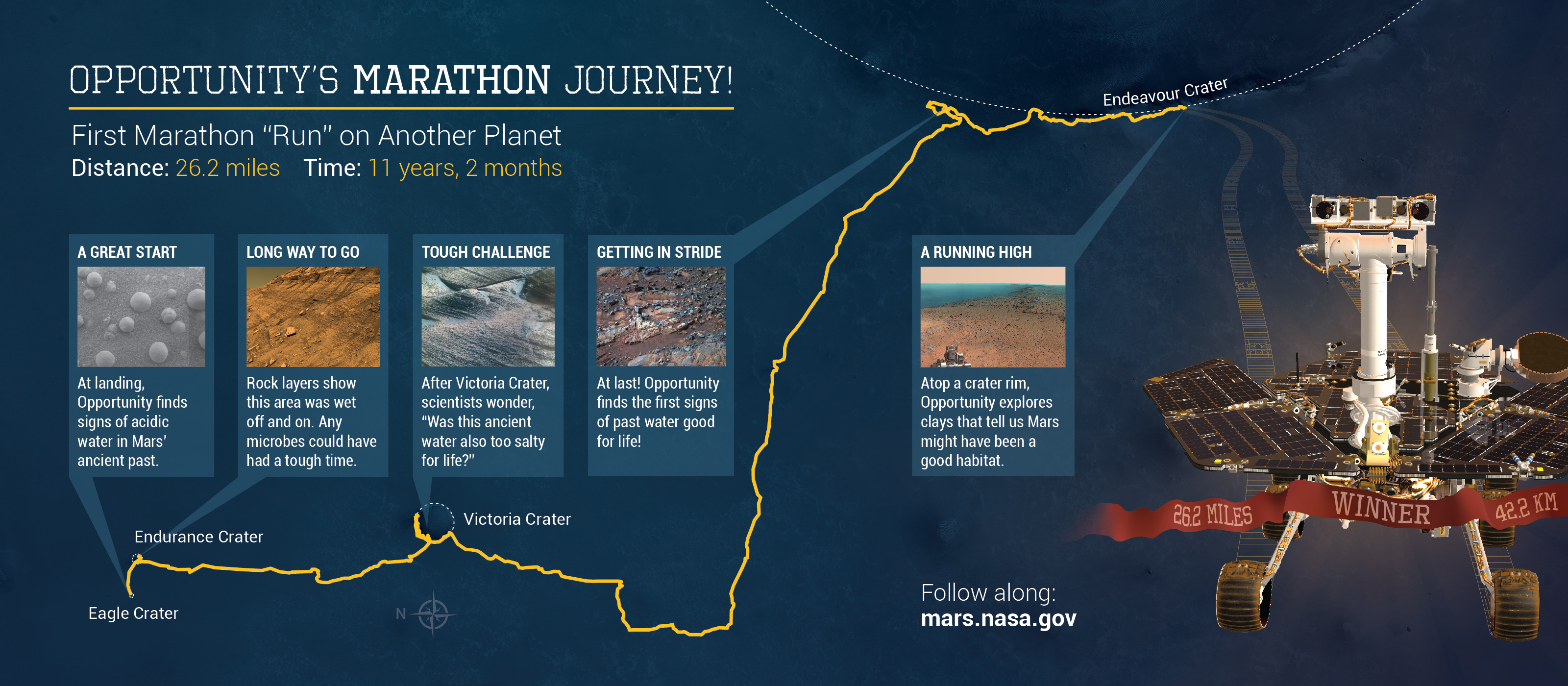
NASA于2015年发布的机遇号完成“火星马拉松”的海报，图中可以看到机遇号的重要发现以及它截止2015年中旬的行驶路线。

在2015年3月24日（sols 3969），机遇号的行驶里程达到了26.219英里（42.195千米），完成了历时十一年的“火星马拉松”。而机遇号此时所处的位置也被命名为“马拉松谷（Marathon Valley）”。
在四月底（4月25日，sols 4000）,机遇号已经运行了超过4000个太阳日，并在5月13日（sols 4017）进入马拉松谷附近的“圣路易斯精神”撞击坑并进行调查。

### 2016年
截至2016年8月11日，机遇号已行駛43.1公里，状态一直保持活跃。

### 2018年
在2018年1月23日（sols 4977），任务团队向机遇号上传了最新的飞控软件，并准备在一月份的晚些時候進行飞控软件更新。
2018年2月16日 (sols 5000 （页面存档备份，存于）) 机遇号使用顯微成像儀拍攝多張自拍照 （页面存档备份，存于）。
2018年5月15日 (sols 5086) 机遇号已行駛  28.06英里  (45.16公里)。創下首次人造物體在類地行星完成馬拉松的紀錄。

#### 2018年火星沙塵暴
2018年5月30日 火星偵查軌道器發現沙塵暴在机遇号附近發生。
2018年6月12日 試圖聯繫机遇号探測車，但沒有成功，任務團隊認為機會電池中的電量已經降至24伏(22瓦)以下，漫遊車進入低功率模式。
2018年7月31日 沙塵暴可能正在減弱。
2018年8月14日 預計机遇号經歷了低功率故障，甚至可能是時鐘故障。此外，Uploss時間計時器也已過期，增加了另一個故障條件。
2018年9月4日 若大氣不透明 ( tau ) 在机遇号上繼續減少。一旦tau低於1.5的估計值兩次 隔一周將開始45天的積極嘗試監聽期。
2018年9月4日 45天監聽期結束後任务团队將持續被動地監聽至2019年1月。
2018年9月26日 HiRISE在9月20日星期四，成功拍攝到机遇号 （页面存档备份，存于），當時MRO的Mars Color Imager相機估計tau約為1.3。
2018年10月18日 自從增加其指揮頻率一個月後，沒有聽到机遇号的信號。NASA尚未為此次任務設定任何最後期限，但將在本月晚些時候將在JPL恢復活動進展和前景進行簡要介紹。

2018年11月7日 Sol 5111（2018年6月10日）訊號遺失，已發送了253個恢復命令。沒有聽到來自Opportunity的訊號。

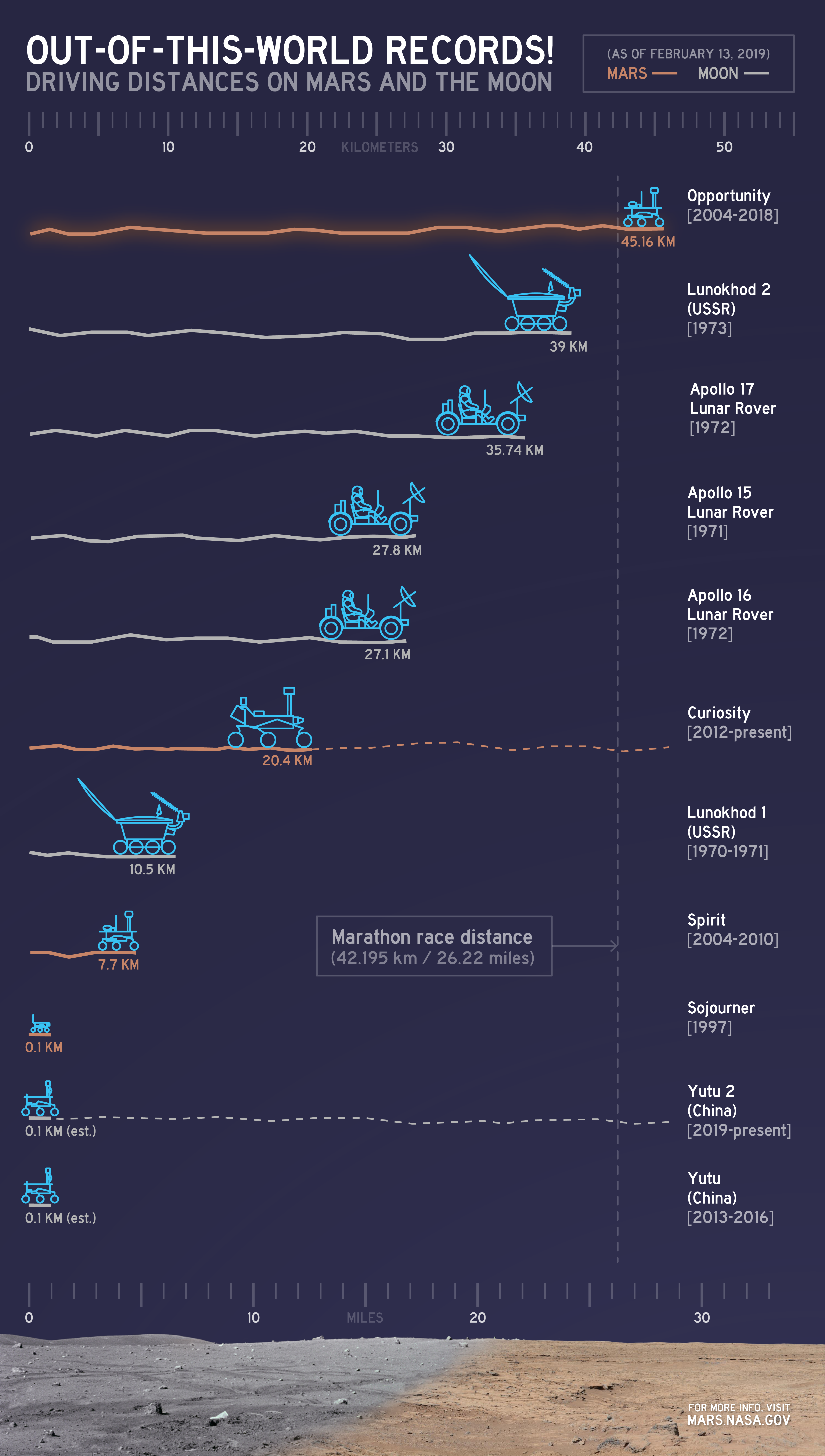
探測車在其他星球行驶的距离。

### 2019年
2019年2月13日，NASA召開新聞發佈會，指出NASA在自機遇號在2018年6月失聯后嘗試聯絡超過1000次不果，於2019年2月12日進行最後通訊嘗試，但亦以失敗告終，其後宣佈任務結束。

## 在火星上的位置

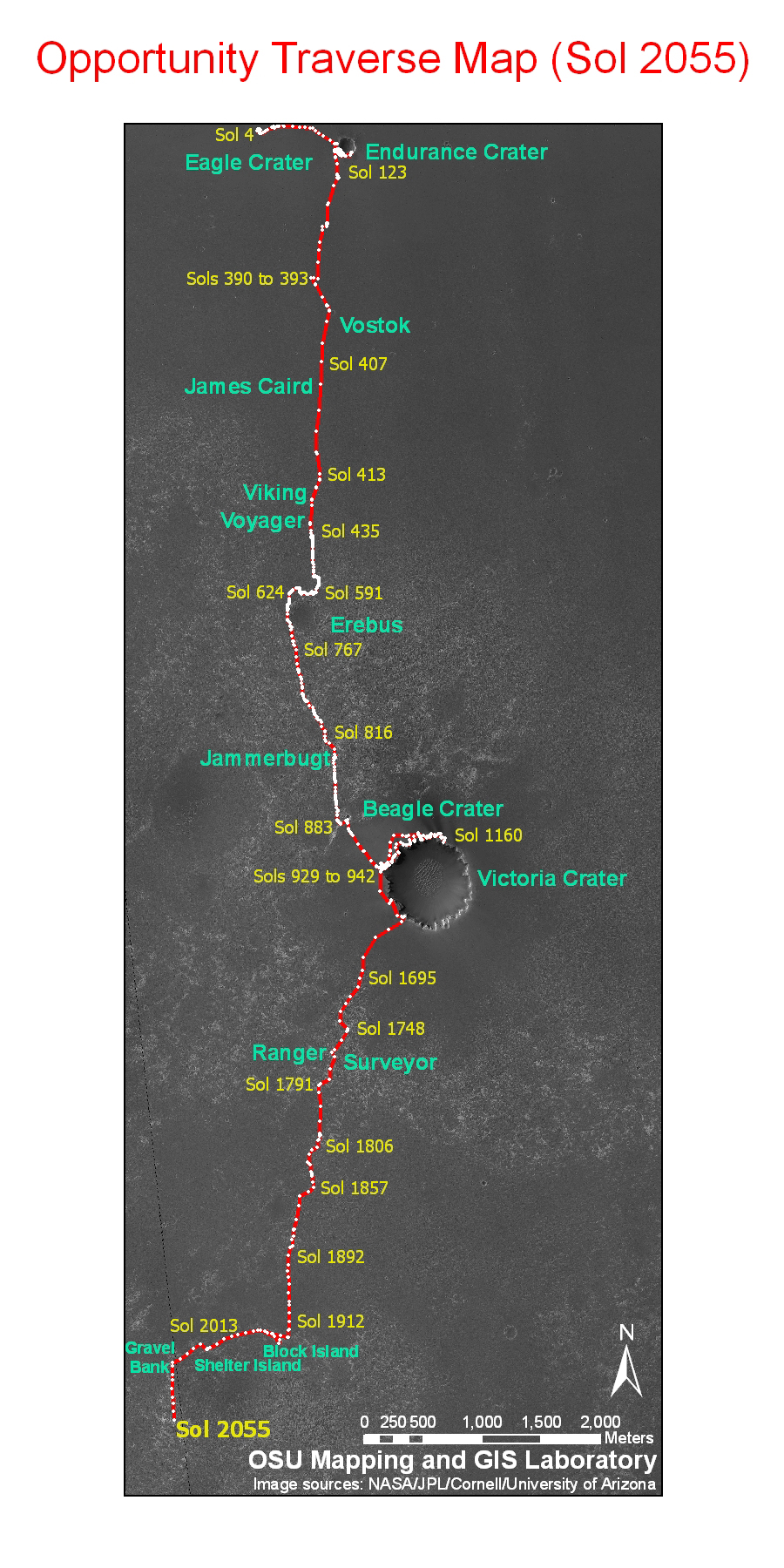
機會號在2055個任務日中的行進紀錄圖
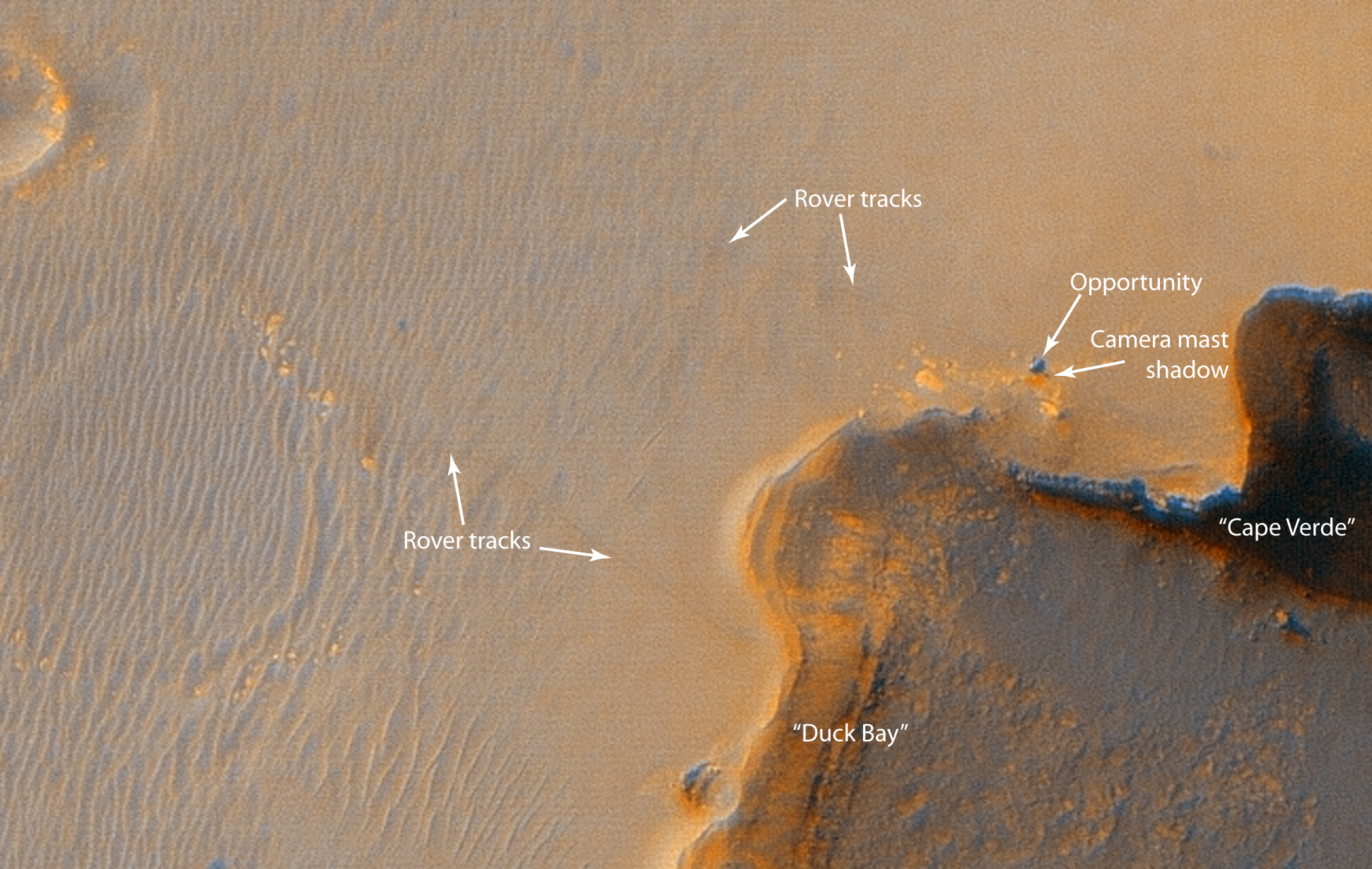
火星偵察軌道器於2006年10月3日從太空拍攝位於"維多利亞撞擊坑"邊緣的機會號
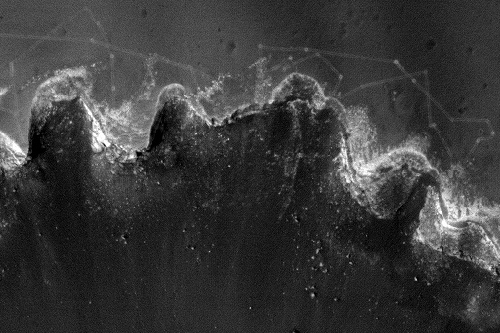
火星偵察軌道器於2007年6月以"高解析度製圖科學實驗"相機從太空拍攝機會號的行走軌跡，圖中的白點是靜止下來進行科學研究或者轉彎時所遺留下來的

## 科學發現
機會號提供了豐富的證據來支持任務的主要科學目標:搜尋和描繪了具有水流動過的痕跡的大範圍岩石和土壤。為了調查"水假說"("water hypothesis")，機會號也獲得了天文和大氣的資料。

## 光榮事蹟
為了向機會號對於探索火星的極大貢獻獻上敬意，小行星39382取名為"Opportunity"。這個決定是由荷蘭天文學家英格麗·萬·豪敦-格勒內費爾德所提議的，他和另外兩位天文學家科内利斯·約翰內斯·萬·豪敦以及湯姆·赫雷爾斯（Tom Gehrels）於1960年9月24日共同發現了這顆小行星。机遇号着陆点也被命名为“挑战者号纪念站”。

## 参阅
- 火星探测
- 火星探测漫游者
- 勇气号
- 小行星39382
- 太陽系探測器列表

## 相关链接
- 火星探测漫游者 （页面存档备份，存于）